# Dino Hamzić
Dino Hamzić (ur. 22 stycznia 1988 w Sarajewie) – bośniacki piłkarz występujący na pozycji bramkarza w gruzińskim klubie FK Igman Konjic. Wychowanek FK Sarajevo, w swojej karierze grał także w takich zespołach jak Olimpik oraz Widzewie Łódź. Były reprezentant Bośni i Hercegowiny do lat 21.